# Menisporopascus kobensis
Menisporopascus kobensis är en svampart som beskrevs av Matsush. 2003. Menisporopascus kobensis ingår i släktet Menisporopascus och familjen Chaetosphaeriaceae.   Inga underarter finns listade i Catalogue of Life.